# ロンメル元帥兵営 (アウグストドルフ)
座標: 北緯51度54分46秒 東経8度46分03秒 / 北緯51.91265419540673度 東経8.767443895339966度
ロンメル元帥兵営（ロンメルげんすいへいえい、ドイツ語：Generalfeldmarschall-Rommel-Kaserne 、略称：GFM-Rommel-Kaserne）は、ドイツ連邦共和国ノルトライン＝ヴェストファーレン州アウグストドルフに所在するドイツ連邦陸軍最大級の兵営（駐屯地）である。兵営には第21装甲旅団「リッペラント」の主力が駐屯しており、アウグストドルフ市町村を形成している。兵営は1961年にエルヴィン・ロンメル陸軍元帥に因んで命名される。既に1937年には近辺に「民兵演習場」が置かれていた。ドイツ連邦軍にはロンメル元帥と冠したる兵営が3箇所存在しており、本兵営はこの内の1箇所にあたる。

## 立地
兵営はリッペ地方のアウグストドルフの北東、トイトブルクの森の南部に位置する。兵営の西にはシュターペル駐屯地演習場が、南および東にはゼンネ部隊演習場が設けられている。兵営の外周は全長5.2kmに迄ぶ。アウグストドルフは小さな自治体であるため兵営の存在は大きな経済的要素となっており、ドイツ連邦軍の影響を強く受ける。

## 施設と駐屯部隊
数あるドイツ陸軍の兵営では最大規模の将兵を収容している。また、アウグストドルフはドイツ陸軍最大の駐屯地でもある。兵営には訓練兵を含めれば約5,000人の将兵が駐屯している。常駐している実施部隊将兵は約4,300人に達する。ロンメル元帥兵営は第21装甲旅団「リッペラント」の本拠地となっている。2個中隊を除いて旅団隷下部隊が配置されている。
- 第21装甲旅団司令部中隊
- 第203戦車大隊
- 第212装甲擲弾兵大隊
- 第215装甲砲兵大隊
- 第210偵察中隊
- 第200装甲工兵中隊
- 第7後方支援大隊（2個中隊除く）

更に他部隊と民間機関が配置されている。
- 第252憲兵大隊第4中隊
- アウグストドルフ自動車教習センター
- アウグストドルフ専門医療センター
- アウグストドルフ連邦軍業務センター（旧拠点管理所）
- ウンナ訓練部、アウグストドルフ派遣隊
- アウグストドルフ・プロテスタント兵営門前軍教会
- アウグストドルフ・カトリック兵営門前軍教会
- 「リッペシュ・ローザ」アウグストドルフ軍事資料館
- アウグストドルフ・レジャー情報センター（FIZ）
- 連邦軍車両保有サービス有限会社、アウグストドルフ・サービスステーション（de:BwFuhrparkService GmbH）（元アウグストドルフMC）

アウグストドルフ配置部隊は近辺のゼーネ部隊演習場とシュターペル駐屯地演習場を日常の訓練で使用している。南のゼンネラーガーに駐屯するイギリス軍部隊もシュターペル、ゼーネ両演習場を使用している。ゼーネ部隊演習場についてはイギリス軍の管理下にあり、しばしばアウグストドルフ駐屯部隊は他の演習場を利用しなければならない状況に直面する。
旅団司令部と将校クラブは兵営の東部に収容されている。司令部兵舎はベルリンの壁が建設される前に造成された。火器射撃場は兵営の南に配置されている。広大な敷地内には射撃シミュレーション・センターやドイツ交通安全協会の車両操縦訓練センター、運動場が2面、サウナ付き屋内プール、レジャーセンター、将校クラブ「リッペシュ・ローザ」、テニスコートが4面そして障害走コース1本が設けられている。「南ステーション」と呼ばれる兵舎には営倉が設けられており、兵士たちの冗談でこれを「南カフェ」と称していた。主要門は北門である。「パレード通り」は南門から北門まで兵営内を縦貫している。ここに面しているシャルンホルスト広場では中央点呼が実施されている。地下には無数の宿泊可能な退避壕（ブンカー）が設けられている。
軍事史料「リッペシュ・ローザ」はアウグストドルフに関わった解散部隊にまつわる1400点に上る史料集である。主なもので第211、第213および第214戦車大隊や第7装甲偵察大隊、旅団隷下独立中隊の第201駆逐戦車中隊の物がある。また、旧第7装甲師団関連の車両、武器および器材が集められ、旧国家人民軍の物もある。兵営では定期的な車両統制点検や試作型装甲車の車両追跡業務を実施している。アウグストドルフ駐屯部隊はヘクスター駐屯部隊と同様にヘクスター近辺のタウベンボルン（Taubenborn）弾薬庫を共同使用している。2005年頃まではブレーデンボルンのベラーゼン北西の丘にある弾薬庫も使用していた。